# Всемирная выставка (1878)
Всемирная выставка 1878 года (фр. Exposition Universelle de 1878) проводилась в Париже с 1 мая по 10 ноября 1878 года и была призвана восстановить международный престиж Франции, пошатнувшийся после её поражения во франко-прусской войне (1870—1871). Германия от участия в этом мероприятии воздержалась.

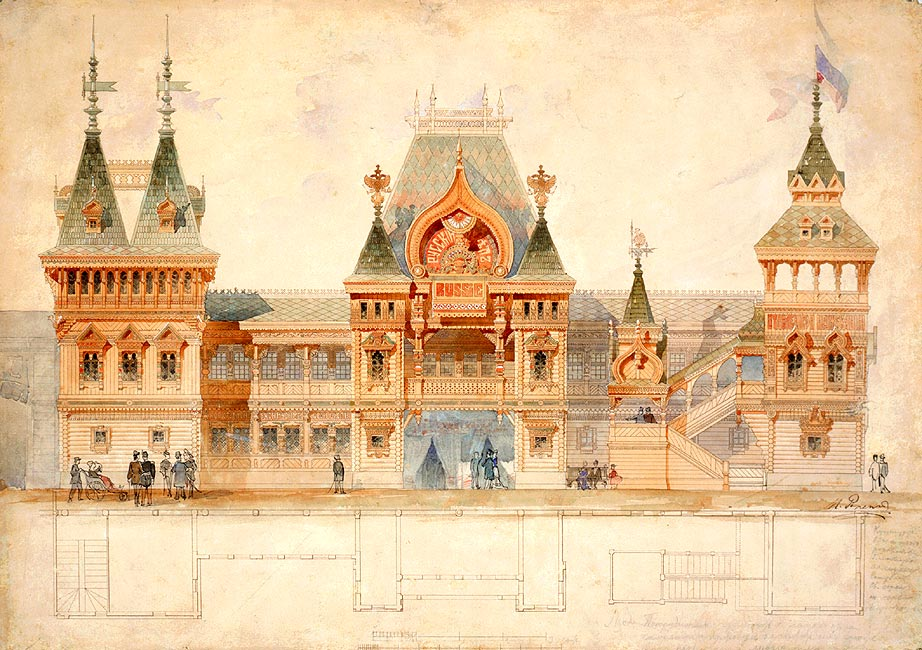
Павильон Российской империи был выполнен в русском стиле по проекту архитектора И. П. Ропета

## Павильоны

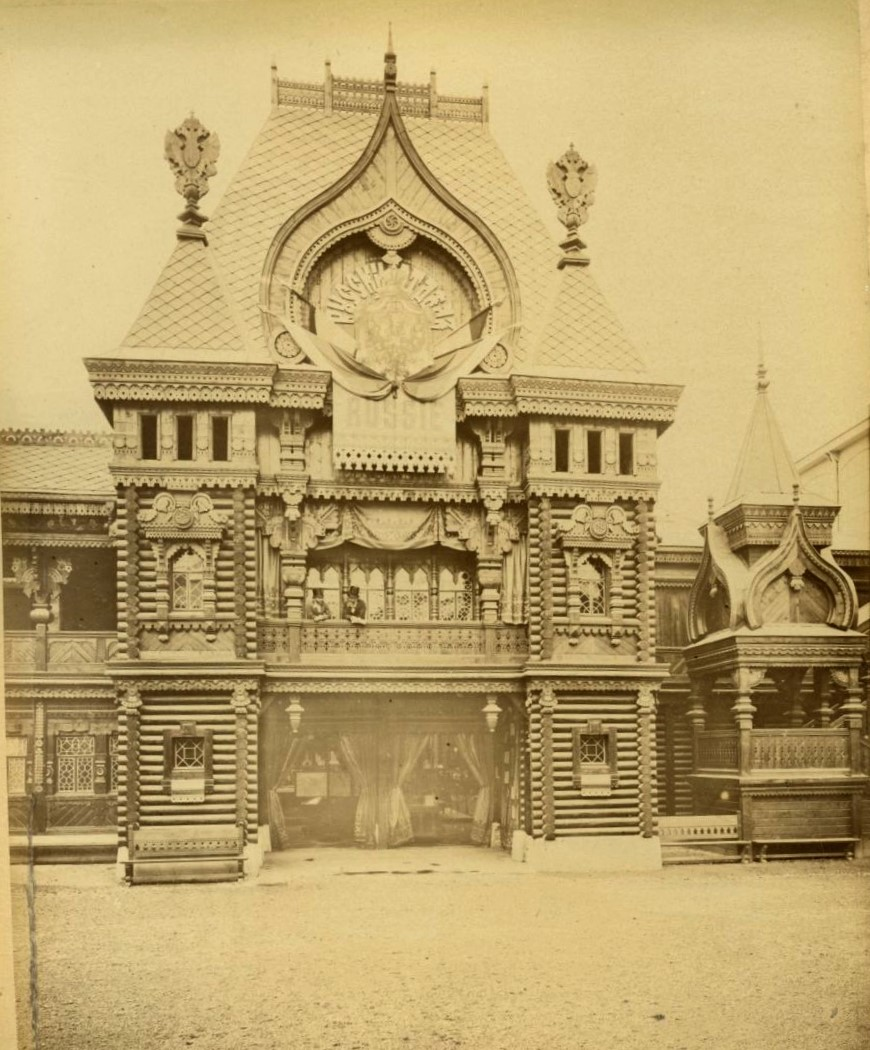
Париж. Русский павильон.

Подготовка выставки затянулась из-за политических неурядиц во Франции, однако благодаря усиленной работе организаторов в месяцы, предшествовавшие открытию, им удалось превзойти по размаху все предыдущие выставки и привлечь не менее 13 млн посетителей.
Для выставки выстроили дворец Трокадеро (снесён в 1930-е годы), послуживший также для выставки 1900 года. Площадь выставки превзошла по размеру все предыдущие выставки и составила 270 000 м². За ландшафтный дизайн отвечал Жан Шарль Альфан. Статуи «Континенты» ныне выставлены в музее Орсе.

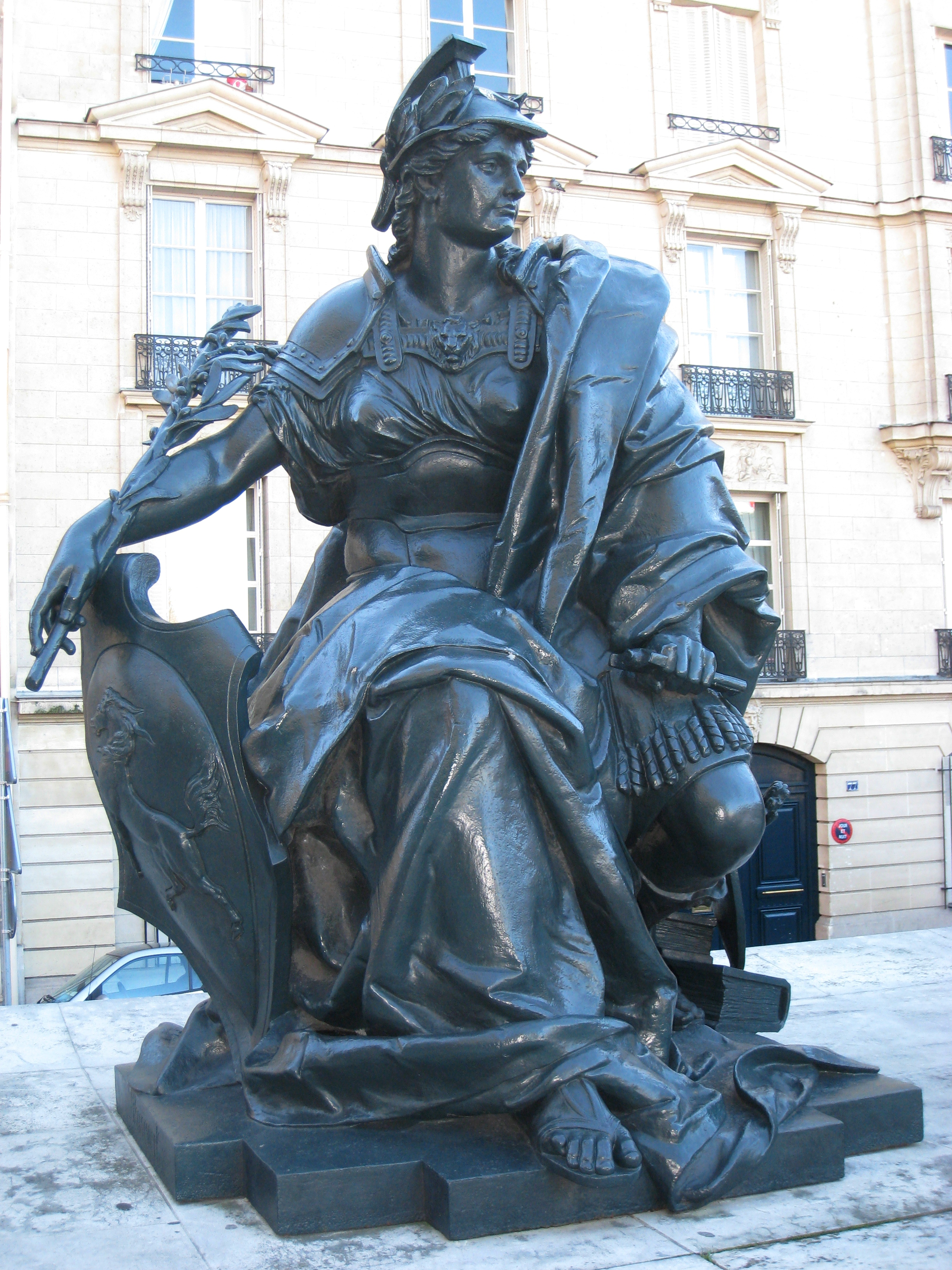
Европа. Скульптор: Пьер Александр Шёневерк
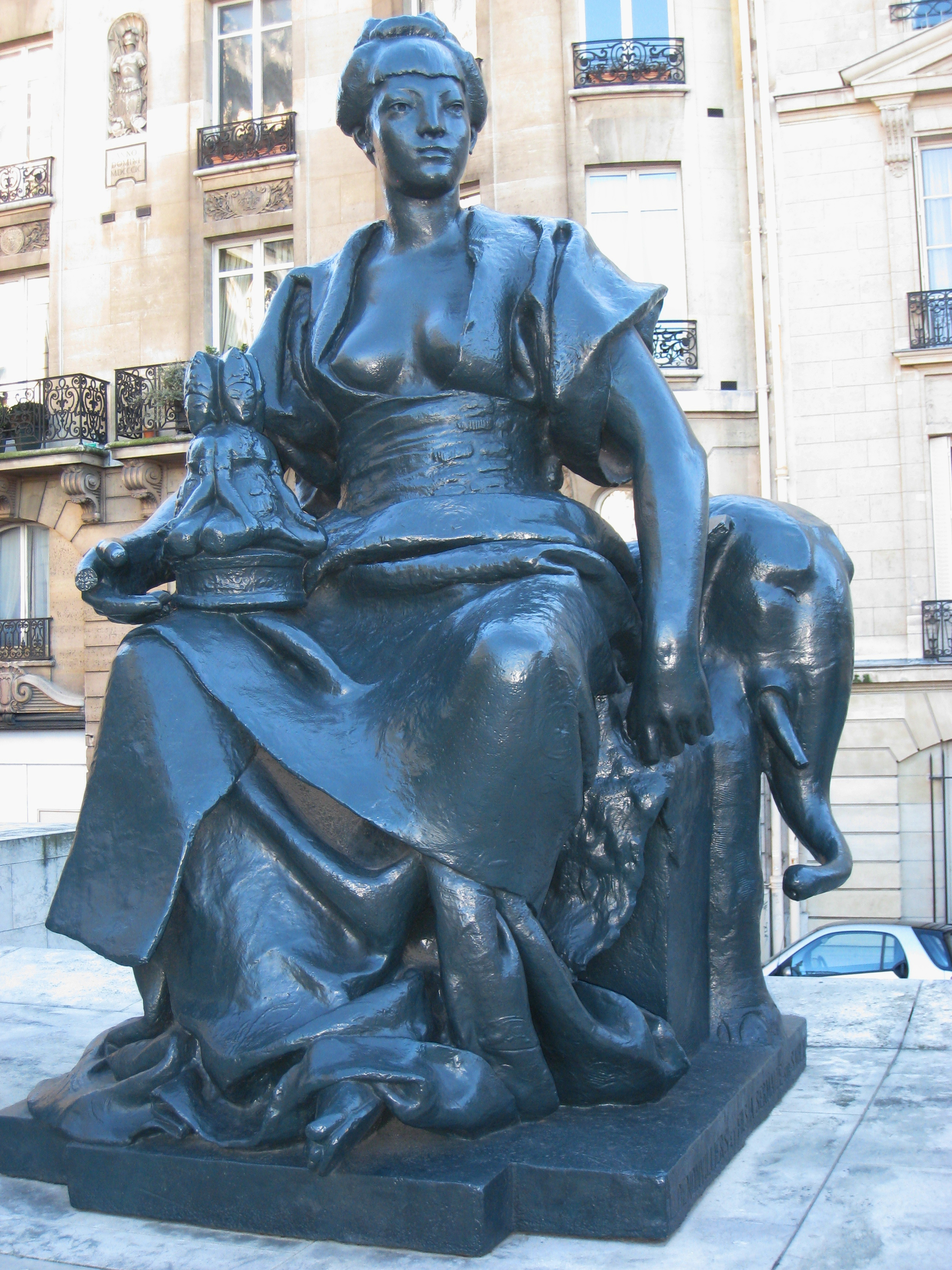
Азия. Скульптор: Александр Фальгьер
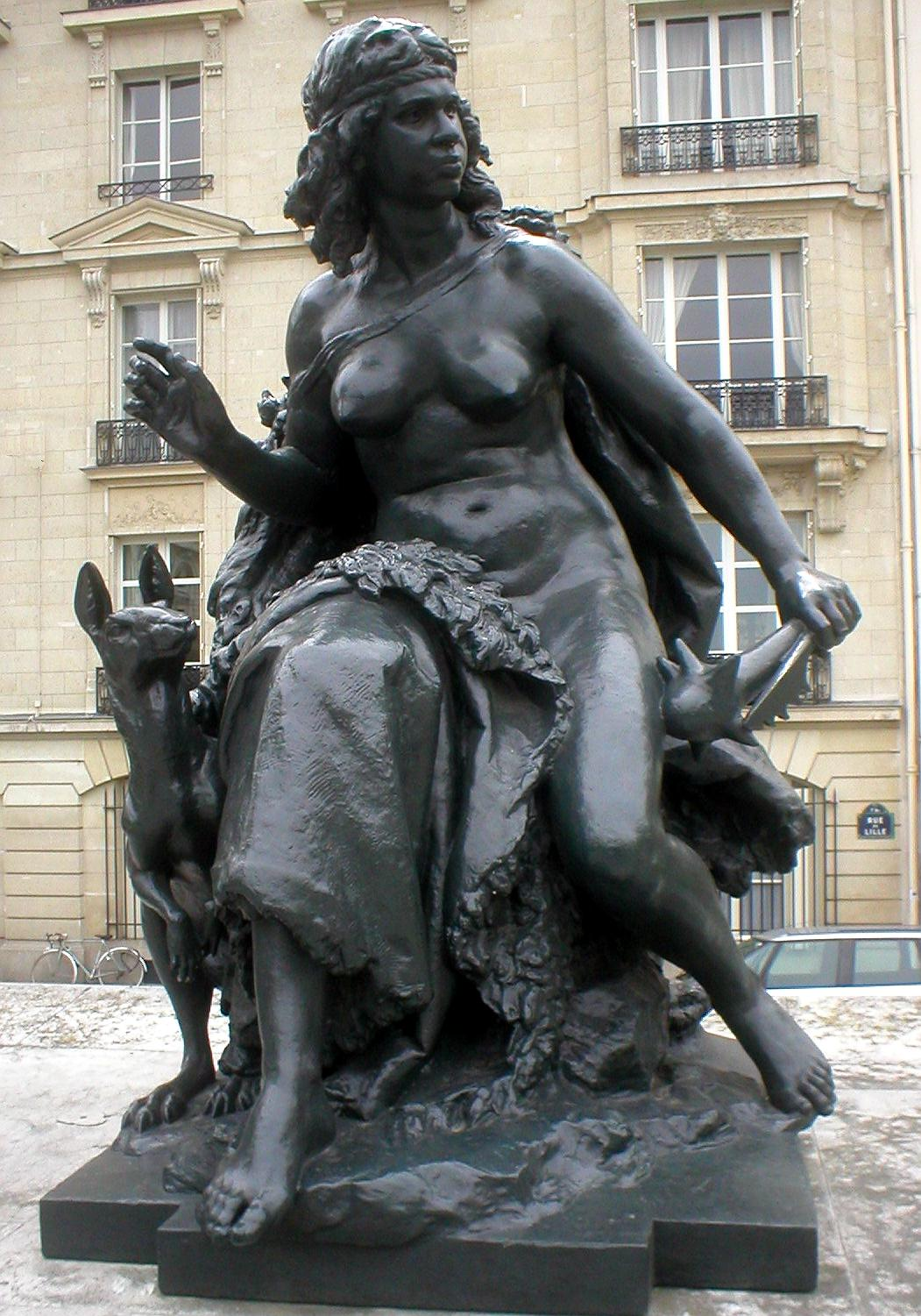
Океания. Скульптор: Матюрен Моро
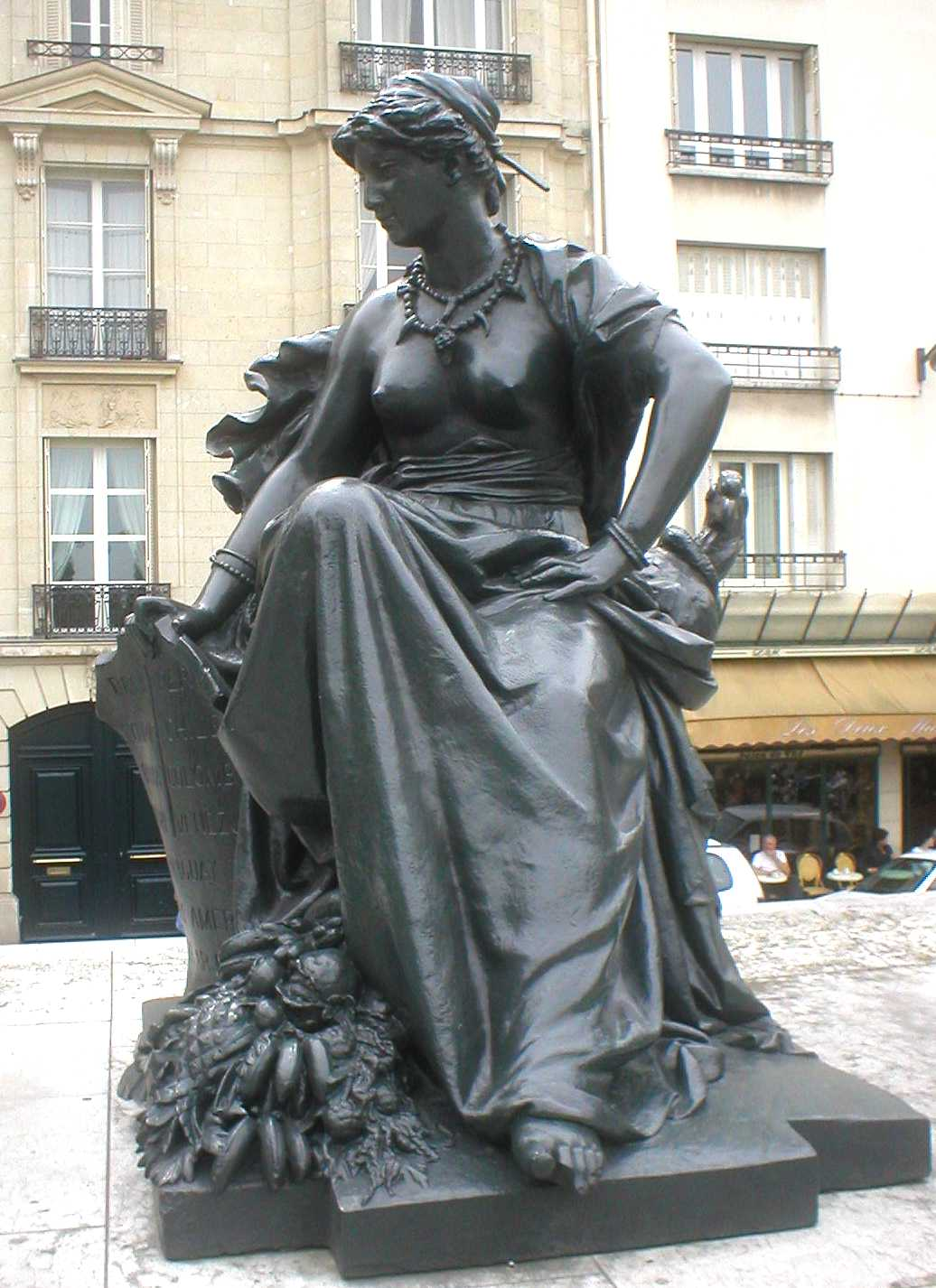
Южная Америка. Скульптор: Эме Милле

Павильоны Индии, Швеции и Норвегии перенесены после выставки и сохранились в Курбевуа.

## Экспозиции
Примерно половину пространства заняла французская экспозиция, среди остальных стран львиную долю экспонатов представила Британская империя. Россия тоже участвовала и сделала деревянный павильон в древнерусском стиле. Германия официально не присутствовала на выставке, хотя некоторые немецкие художники участвовали в мероприятии.
Среди изобретений, продемонстрированных на Всемирной выставке, — усовершенствованный телефон Александра Г. Белла, алюминиевый самолёт дю Тампля. Для освещения территории выставки были применены электрические дуговые лампы Яблочкова, работавшие от динамо-машин Грамма. Томас Эдисон популяризировал в Париже свои новейшие разработки — мегафон и фонограф.
В зале антропологии, где были представлены черепа убийц, прошёл первый «Международный конгресс антропологических наук». В «экзотических деревнях» представлялась возможность увидеть воссозданные дома и поселения с привезёнными аборигенами из владений колониальных держав.
На этой выставке публика впервые увидела голову статуи Свободы (туловище ещё не было закончено). Изобретатель Анри Жиффар продемонстрировал привязанный аэростат, способный выдержать 40—50 пассажиров на высоте 500 метров. На выставке был устроен гигантский аквариум измещением 1800 м³ в естественном известняковом карьере со стеклянными перегородками площадью 2500 м² и толщиной 22 мм.
Тогда же состоялся международный дебют композитора и известного дирижёра Луиджи Манчинелли (1848—1921). Ряд работ представила российская Императорская Академия художеств; среди них была в частности картина «Буря на Валааме» кисти Александра Гине. Представлена была также картина Василия Перова «Странник», в настоящее время входящая в коллекцию Третьяковской галереи. Гости с восхищением отзывались о японском павильоне и предметах искусства.
Параллельно с выставкой проходили конференции по выработке международных норм относительно авторского права (на ней председательствовал Виктор Гюго) и по облегчению положения слепых (она привела к распространению шрифта Брайля).

## Галерея

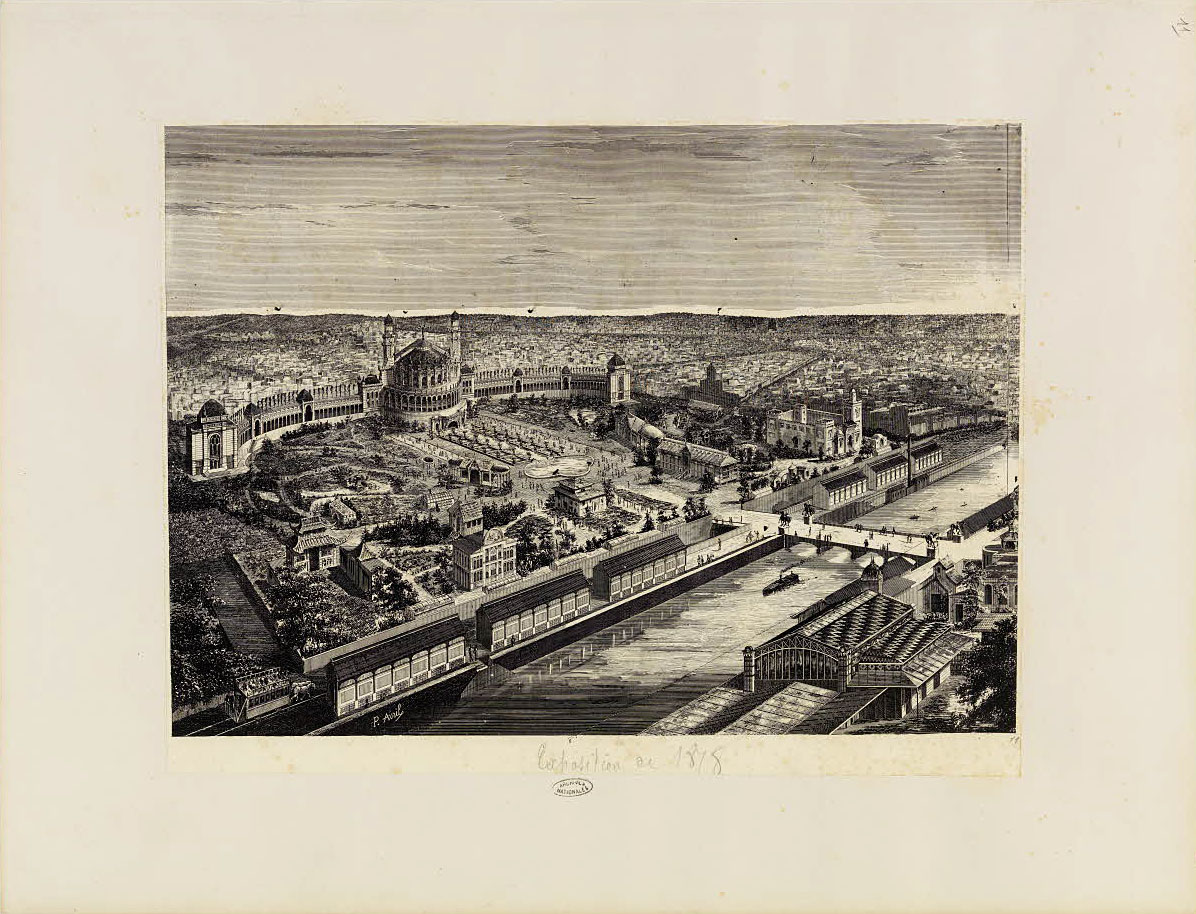
Панорамный вид
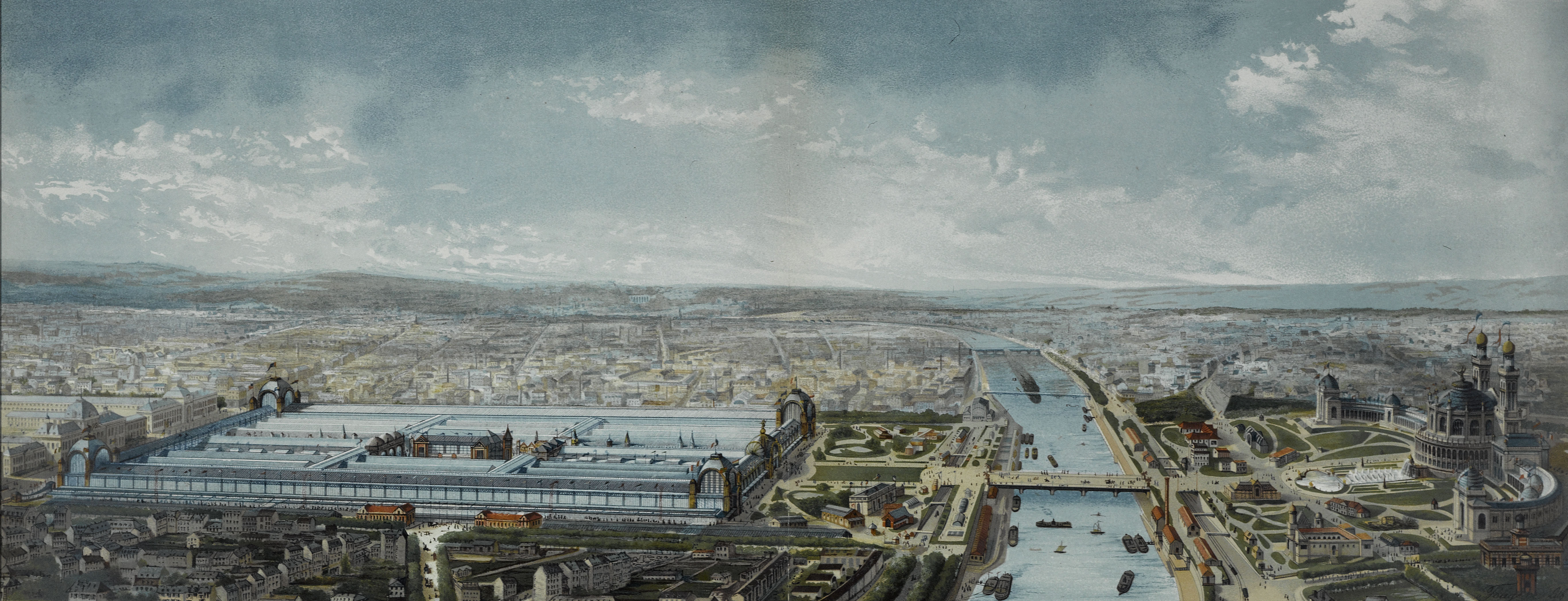
Панорамный вид на выставочный дворец
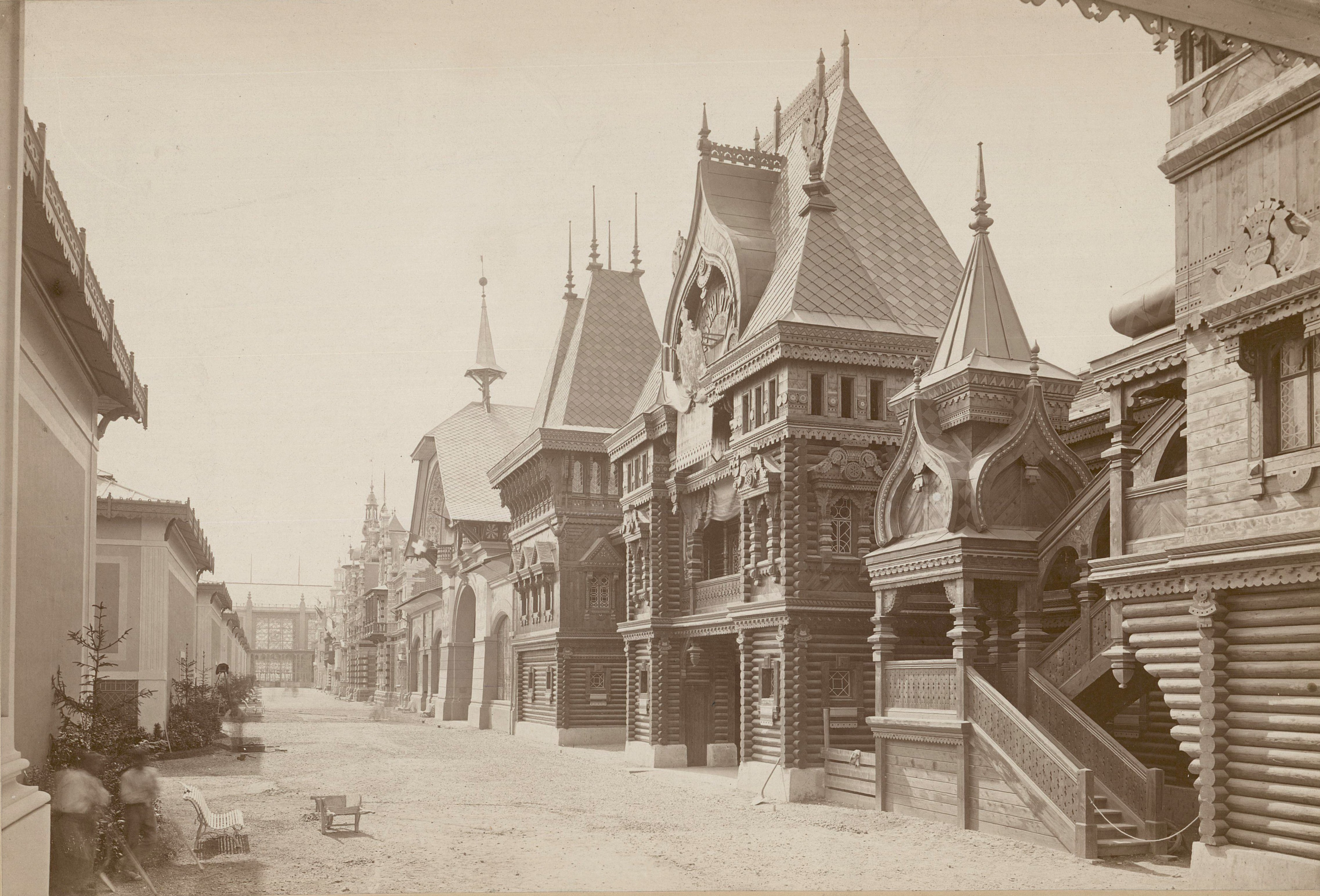
Русский и другие павильоны
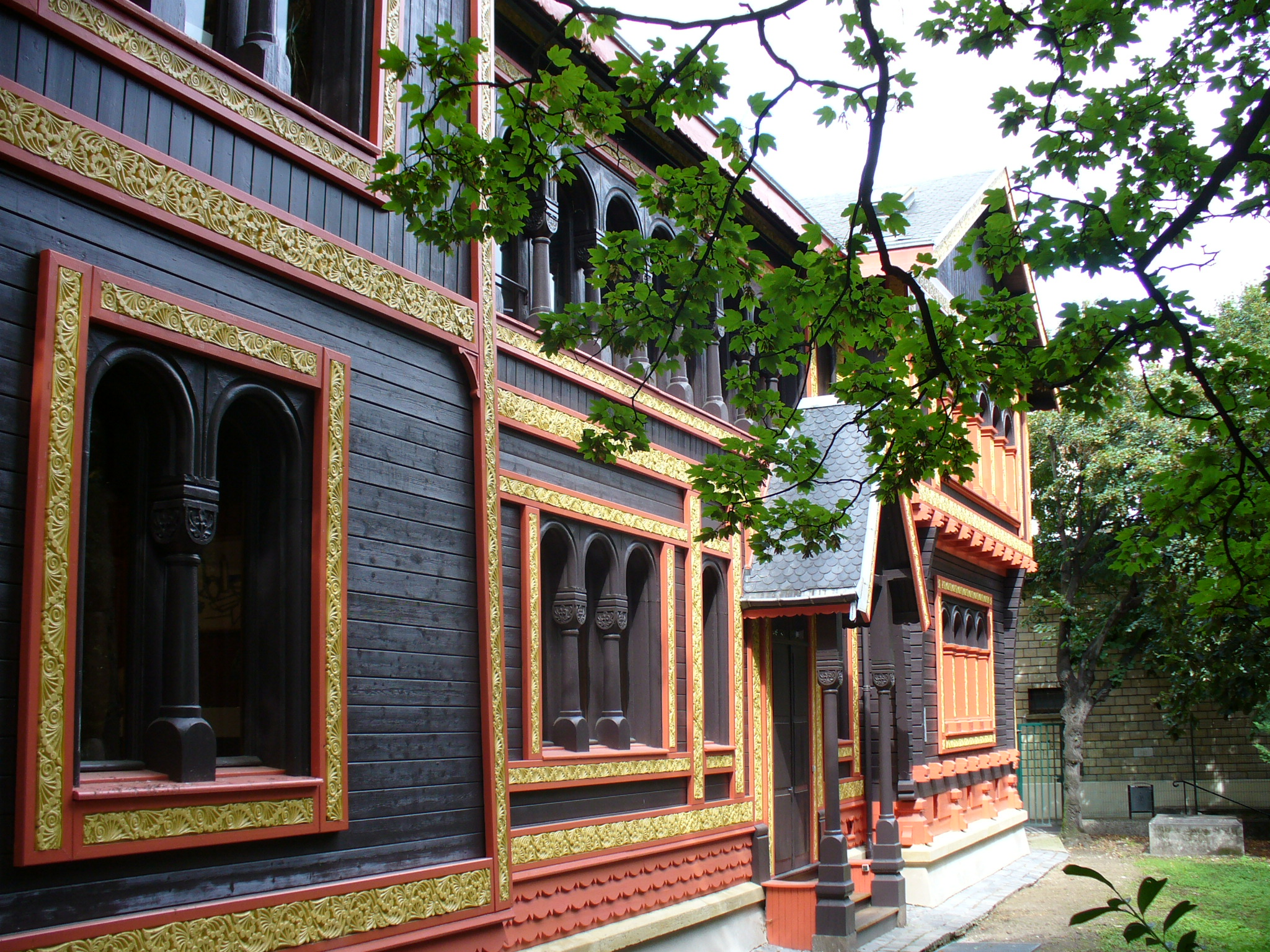
Павильон Швеции и Норвегии (ныне в Курбевуа)
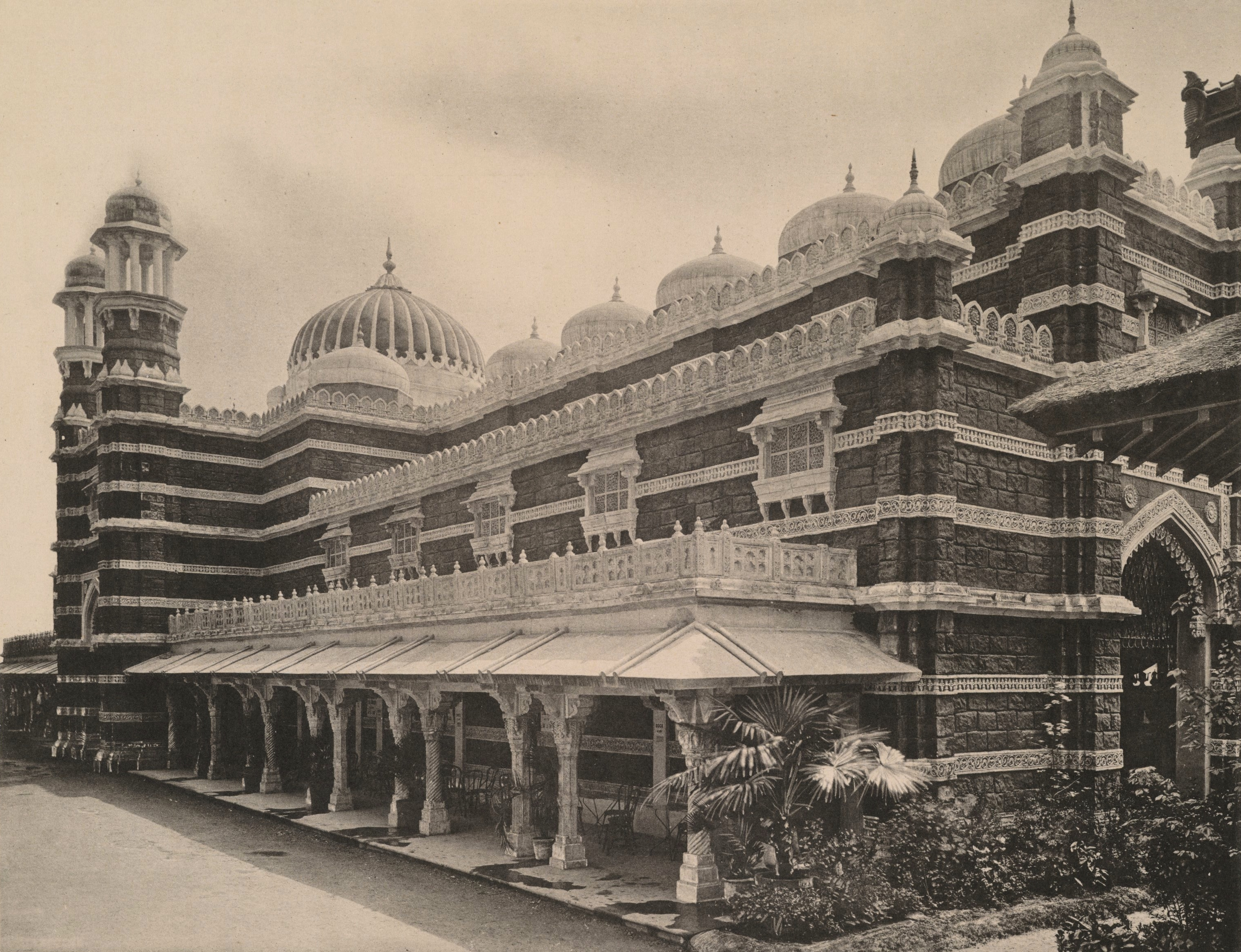
Индийский павильон на выставке (ныне в Курбевуа)
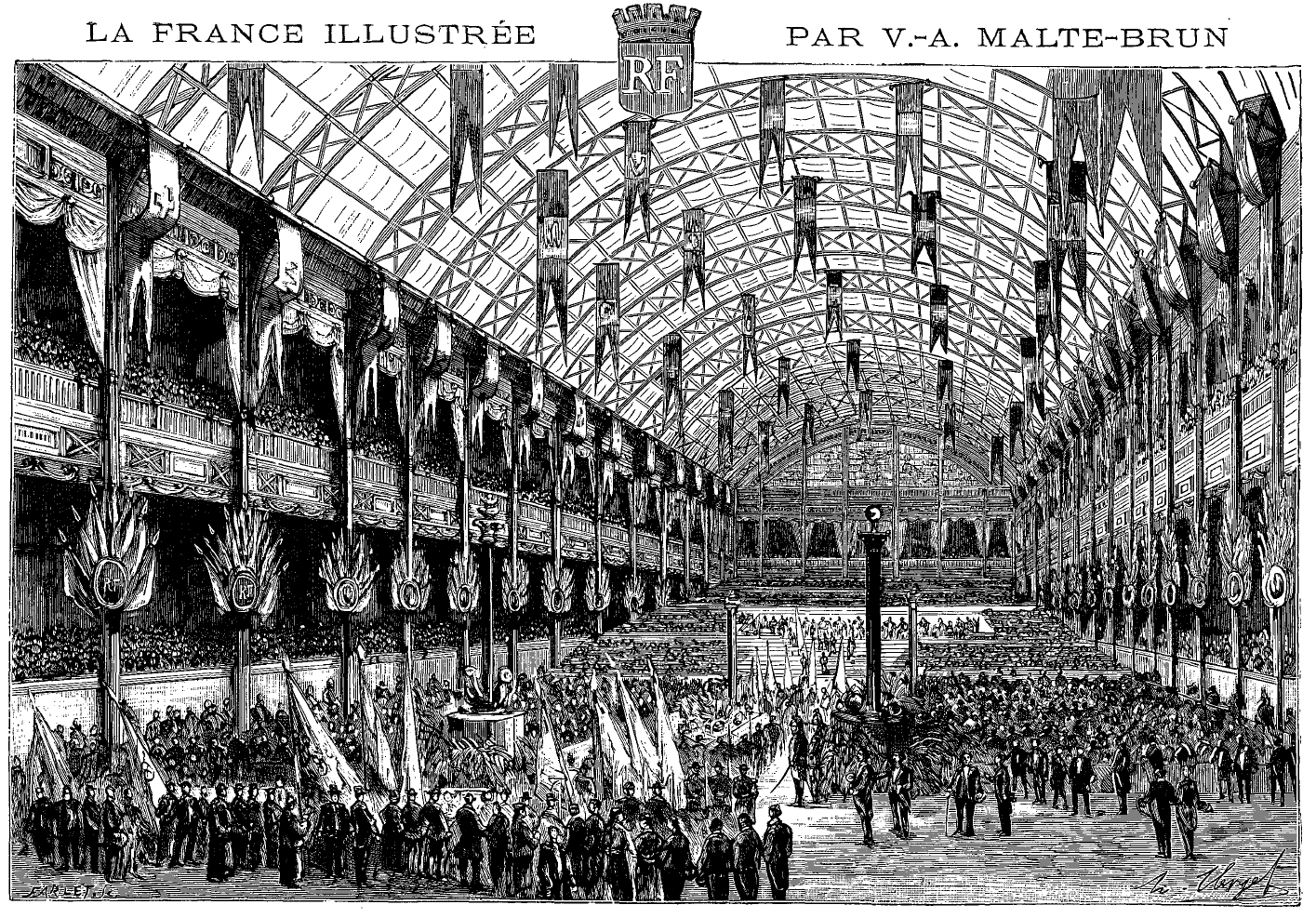
Индустриальный зал
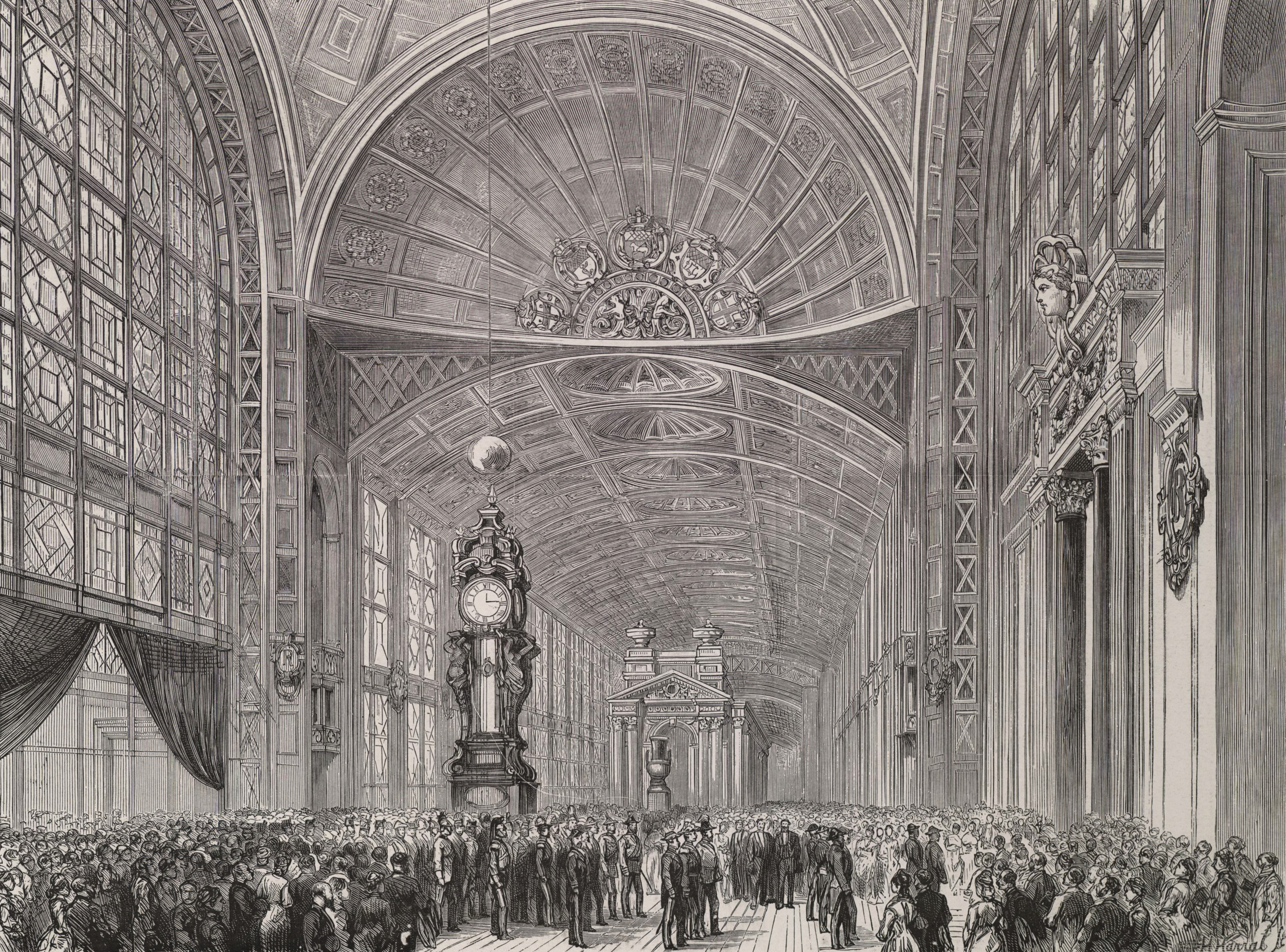
Огромные конические часы
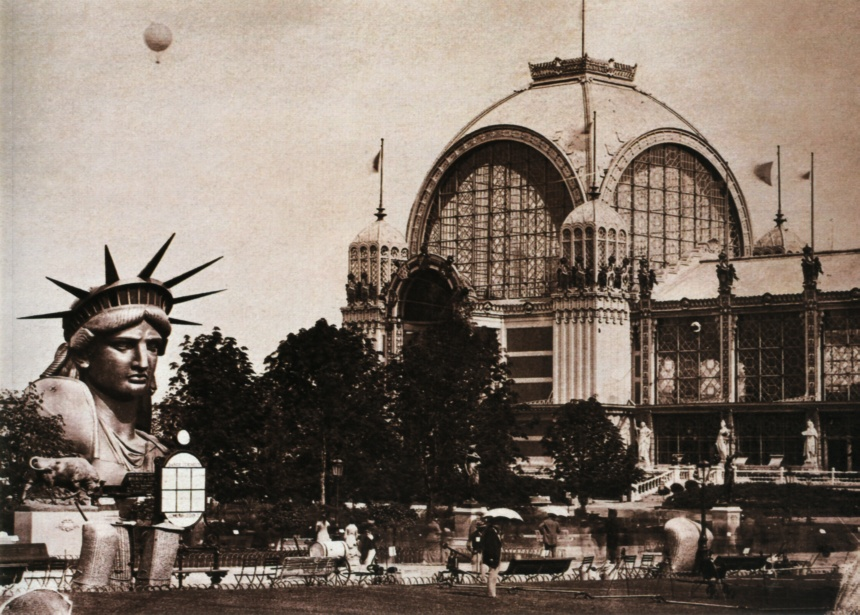
Выставочный зал на Марсовом поле и голова Статуи Свободы
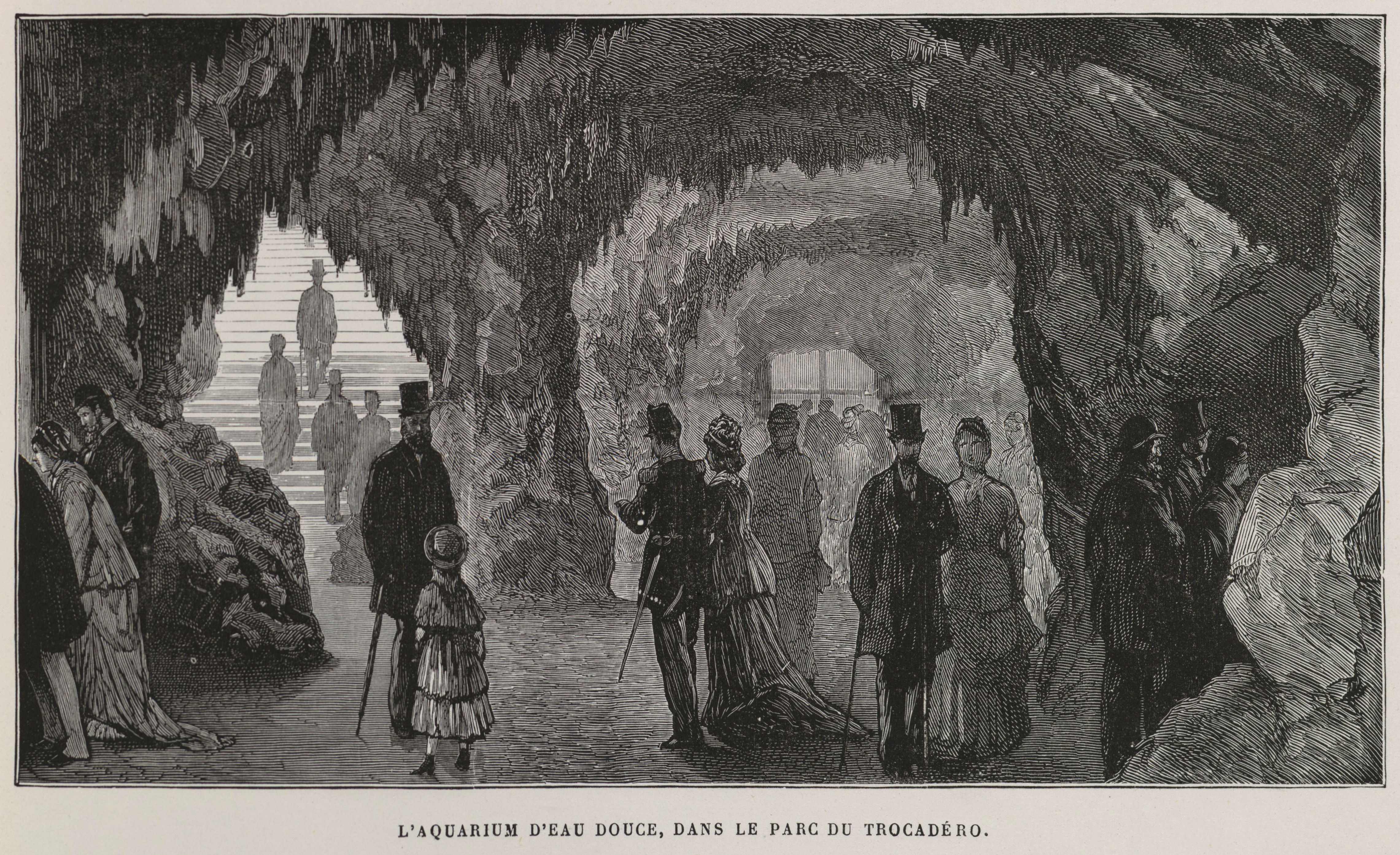
Аквариум в Трокадеро
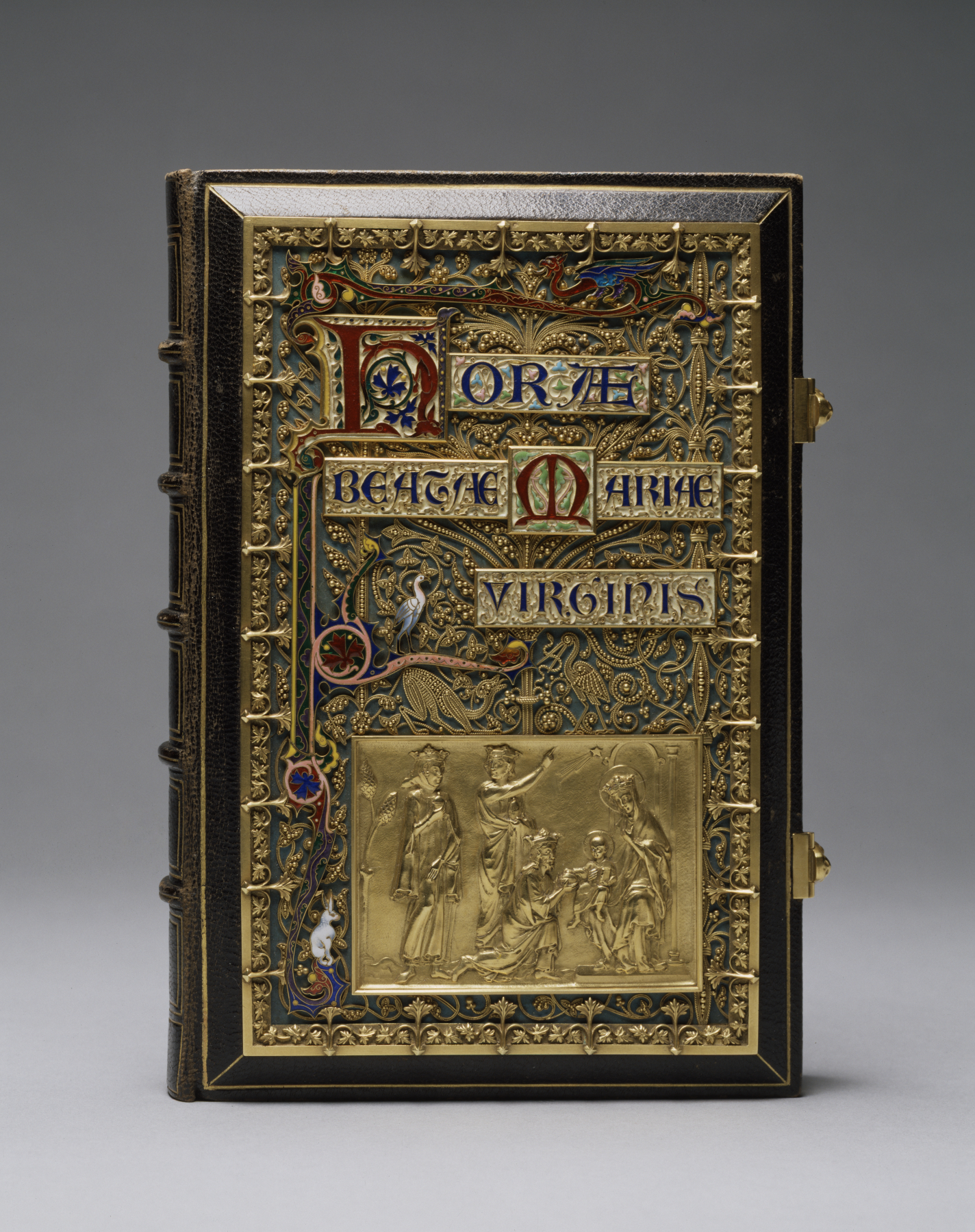
Обложка на книгу в неоготическом стиле
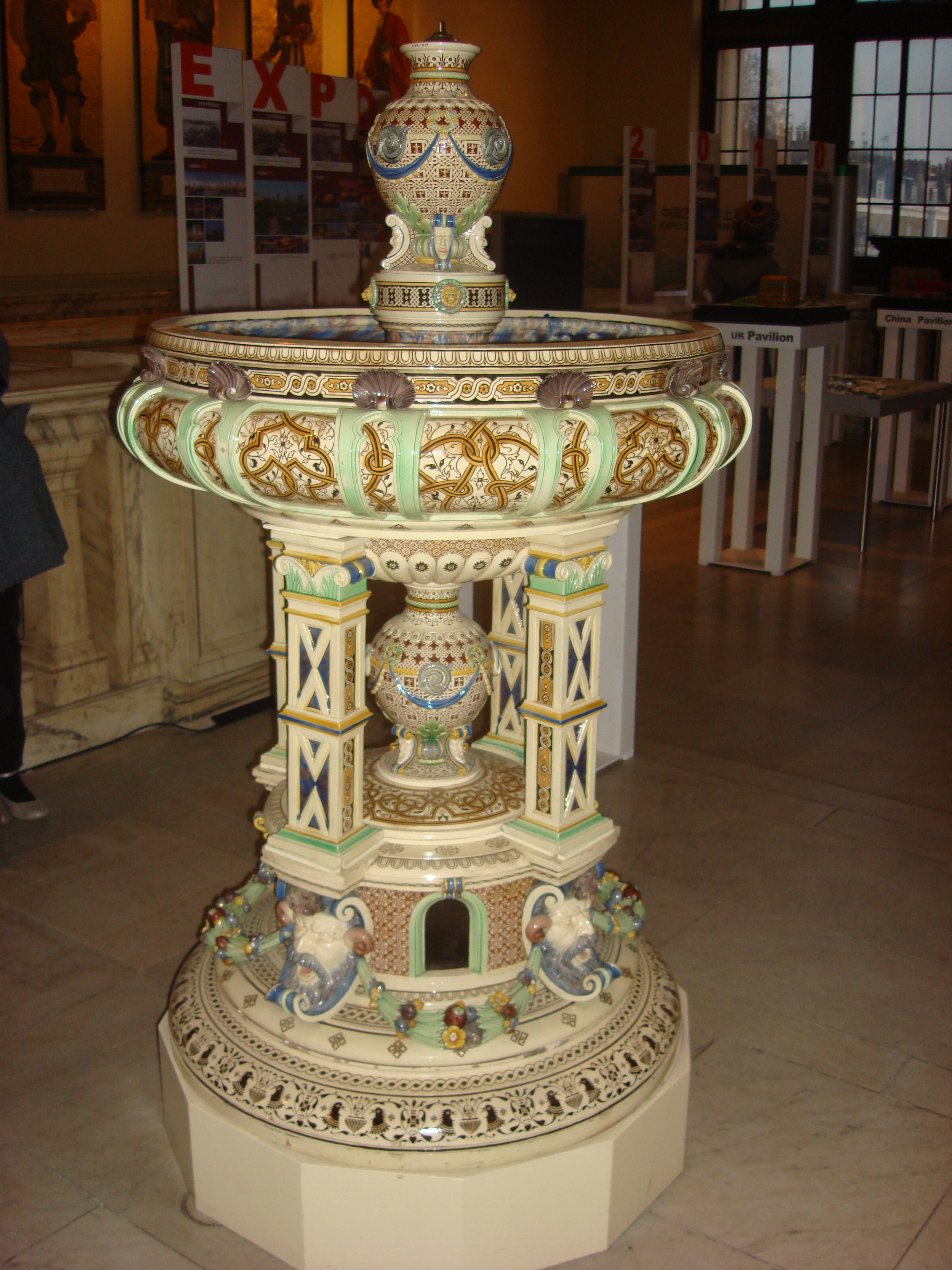
Фонтан. Музей Виктории и Альберта
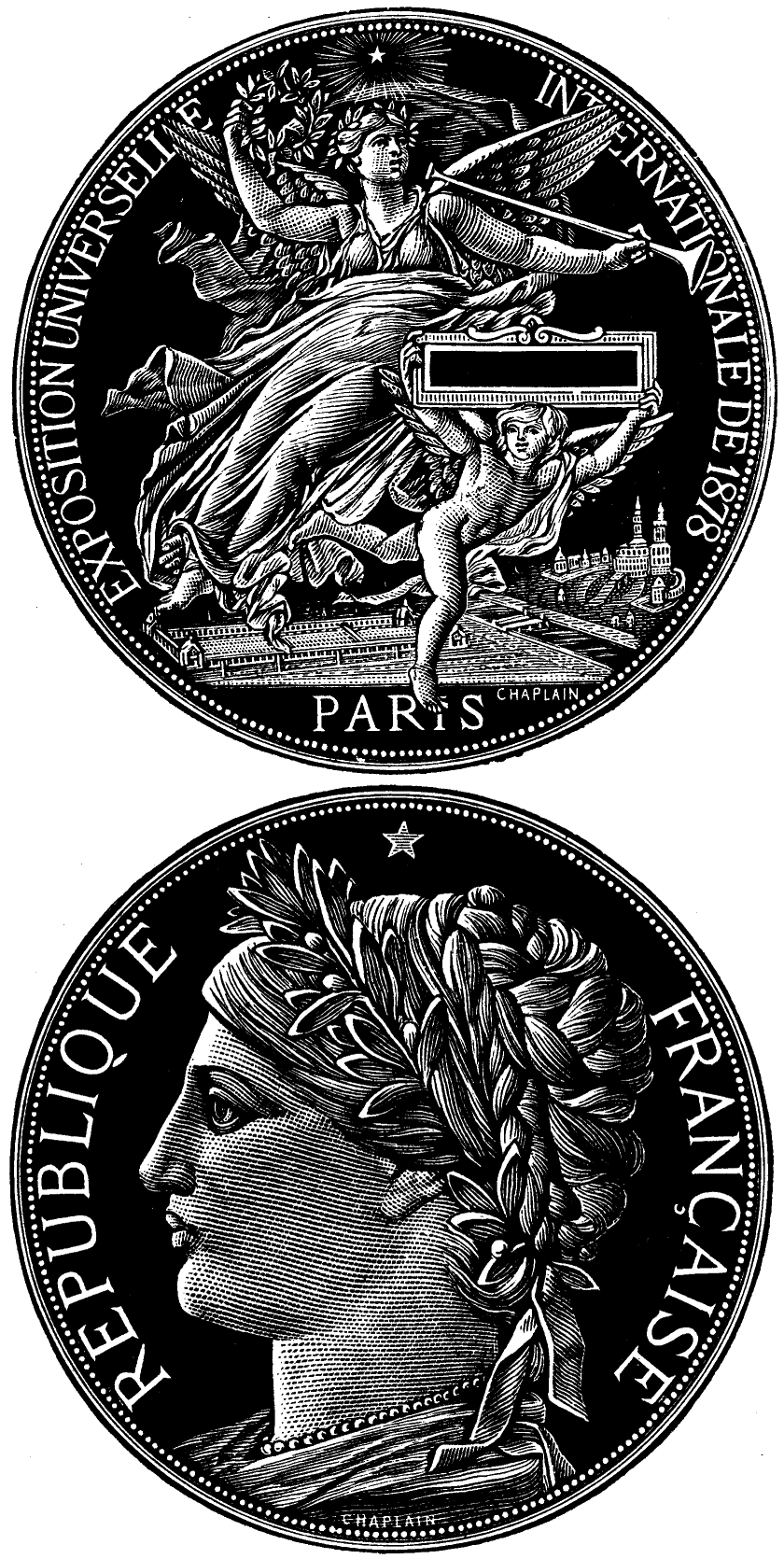
Медаль выставки 1878 года